# 1259 w polityce
Wydarzenia polityczne w 1259 roku.

## Wydarzenia
- Pokój paryski między Anglią i Francją[1][2][3].
- Mongołowie opanowali Mezopotamię[1].
- Kazimierz I kujawski najechał ziemię kaliską[4][5].
- Początek najazdu mongolskiego na ziemie polskie[4][5].

## Zmarli
- 22 kwietnia Adolf IV, hrabia Bergu[6].